# Clasificación Unificada para la Industria de la Construcción
La Clasificación Unificada para la Industria de la Construcción, normalmente conocida como Uniclass, es un lenguaje de clasificación para la industria de la construcción (arquitectura e ingeniería), elaborado con la intención de reemplazar al anterior lenguaje CI/SfB.
Su objetivo es servir de esquema para organizar material bibliotecario y para estructurar datos e información relacionada con proyectos.
Fue desarrollado por la National Building Specification (NBS) y publicado en 1997 por el servicio de publicaciones del Royal Institute of British Architects (RIBA) en el Reino Unido. 
El Construction Project Information Committee(CPIC), representando a las cuatro organizaciones patrocinadoras más importantes (Construction Confederation, RIBA, Royal Institution of Chartered Surveyors y Chartered Institution of Building Services Enginneers) y el Department of the Environment Construction Sponsorship Directorate fueron los responsables de la puesta en marcha y dirección del proyecto.
Uniclass comprende 15 tablas, cada una de las cuales representa un amplio campo de información del mundo de la construcción.
Se trata de una clasificación jerárquica alfanumérica, de forma que cada tabla se codifica con una letra del alfabeto. Todas las categorías incluidas dentro de dicha tabla quedan codificadas numéricamente (mediante un sistema decimal), excepto las tablas J y K (secciones de obras), al incorporar éstas clasificaciones preexistentes. 

## Composición: tablas

### A. Forma de la Información
Útil para organizar el material de referencia en una biblioteca y también, cuando es usada en códigos combinados, para denotar el medio en el que la información es publicada. 
- A1 – Obras de referencia generales.
- A2 – Legislación. Documentos legislativos.
- A3 – Estándares nacionales e internacionales.
- A4 – Otras reglas y recomendaciones.
- A5 – Especificaciones.
- A6 – Contratos.
- A7 – Documentos.
- A8 – Otras formularios de información.
- A9 – Tipos de medio (tipologías documentales).

### B. Disciplinas temáticas
Apropiada para organizar la información en función de las distintas disciplinas. 
- B1 – Arquitectura.
- B2 – Ingeniería.
- B3 – Topografía.
- B4 – Contrataciones. Edificación.
- B5 – Planificación urbana y rural.
- B7 – Otras disciplinas relacionadas con la construcción.
- B9 – Otras disciplinas.

### C. Gestión
Esta tabla pretende clasificar la información de proyectos de acuerdo con la fase, en el ciclo de vida de un proyecto, en el que la información es generada. 
- C1 – Teoría de la gestión, sistemas y actividades.
- C2 – Gestión de personal.
- C3 – Tipos de negocio/organización.
- C4 – Áreas especializadas de gestión.
- C5/C9 – Gestión en actividades de la construcción/Gestión de proyectos.

### D. Instalaciones
Esta tabla clasifica los trabajos de construcción de acuerdo con la actividad del usuario (o propósito) a la cual el trabajo pretende servir.
- D1 – Servicios. Instalaciones de Ingeniería Civil.
- D2 – Instalaciones industriales.
- D3 – Instalaciones administrativas, comerciales y de servicios de protección.
- D4 – Instalaciones sanitarias, de salud y bienestar.
- D5 – Instalaciones de recreo.
- D6 – Instalaciones religiosas.
- D7 – Instalaciones educativas, científicas y de información.
- D8 – Instalaciones residenciales.
- D9 – Otras instalaciones.

### E. Entidades de construcción
Se especifican las entidades de construcción de acuerdo con la forma física/función básica. 
- E0 – Complejos de construcción.
- E1 – Aceras y paisajismo.
- E2 – Túneles, pozos, zanjas.
- E3 – Terraplenes, muros de contención, etc.
- E4 - Depósitos, silos, etc.
- E5 – Puentes, viaductos.
- E6 – Torres, superestructuras (excluyendo edificación).
- E7 – Tuberías, conductos, cables y canales.
- E8 – Edificios

### F. Espacios
Esta tabla clasifica los espacios de acuerdo con un conjunto de características, entre las que se incluye su localización, escala, grados de cerramiento, pero NO en función de la actividad del usuario. 
- F1 – Espacios compuestos de edificios. Zonas.
- F2 – Habitaciones.
- F3 – Espacios de circulación.
- F4 – Subespacios de edificios.
- F5 – Espacios internos en edificios
- F6 – Espacios externos en edificios.
- F7 – Espacios en función del grado y tipo de cerramiento.
- F8 – Espacios Misceláneos. Otros espacios.
- F9 – Espacios analizados.

### G. Elementos para edificios
Se clasifican las partes físicas más importantes de los edificios, que pueden ser usadas para organizar información tanto de diseño como de costes. Las categorías se usan en la definición de las capas en sistemas CAD y WBS.
- G1 – Preparación del lugar.
- G2 – Trama: Elementos completos.
- G3 - Trama: Partes de elementos.
- G4 – Accesorios, mobiliario, equipo.
- G5 – Servicios: Elementos completos.
- G6 – Servicios: Partes de elementos.
- G7 – Lugares de trabajo externos.

### H. Elementos para obras de Ingeniería Civil
En esta tabla se clasifican las partes físicas de las obras de Ingeniería Civil. Su principal uso es para análisis de costes. 
- H1 – Aceras y paisajismo
- H2 - Túneles, pozos, zanja.
- H3 - Terraplenes, muros de contención, etc.
- H4 - Tanques, silos, etc.
- H5 – Puentes, viaductos.
- H6 – Torres, superestructuras.
- H7 - Tuberías, conductos, cables y canales.

### J. Secciones de Edificios
Tabla basada en CAWS que es usada para organizar la información en el pliego de condiciones y presupuestos, y para clasificar la información en determinados tipos de operaciones en la construcción. 
- JA – Preliminares. Condiciones generales.
- JB – Edificios completos. Estructuras. Unidades.
- JC – Lugar existente. Edificios. Servicios.
- JD – Trabajo Preliminar.
- JE – Hormigón in situ/grandes prefabricados de hormigón.
- JF – Albañilería.
- JG – Metal/madera en estructuras/carcasas.
- JH – Revestimientos. Cubiertas.
- JJ – Material impermeable.
- JK - Forramientos/Cubrimientos. Particionado en seco.
- JL – Ventanas. Puertas. Escaleras.
- JM – Acabados de superficie.
- JN – Mobiliario. Equipamiento.
- JP – Tipos de tramas para edificios.
- JQ – Pavimentación. Plantado. Vallado. Mobiliario del lugar.
- JR – Sistemas de destrucción.
- JS – Sistemas de alimentados por tuberías.
- JT – Calentamiento mecánico. Enfriamiento. Sistemas de refrigeración.
- JU – Ventilación. Sistemas de aire acondicionado.
- JV – Suministro eléctrico. Energía. Sistemas de alumbrado.
- JW – Comunicaciones. Seguridad. Sistemas de control.
- JX – Sistemas de transporte.
- JY – Especificación de referencia de servicios.
- JZ – Especificación de referencia de tramas.

### K. Secciones de obras de Ingeniería Civil
Tabla basada en CESMM3, con un uso similar al de la tabla J. 
- KA – Ítems generales.
- KB – Investigación del terreno.
- KC – Geotécnica y otros procesos especializados.
- KD – Demolición y trabajos de limpieza.
- KE – Terremotos.
- KF – Hormigón in situ.
- KG – Hormigón complementario.
- KH – Prefabricado de Hormigón.
- KI – Canalizaciones. Tuberías.
- KJ – Canalizaciones. Accesorios y válvulas.
- KK – Canalizaciones. Bocas de acceso y tuberías auxiliares.
- KL - Canalizaciones. – Colocación y excavaciones auxiliares.
- KM – Estructuras de metal.
- KN – Miscelánea. Trabajo en metal.
- KO – Madera.
- KP – Pilotes.
- KQ – Pilotes auxiliares.
- KR – Caminos y aceras.
- KS – Vías ferroviarias.
- KT – Túneles.
- KU – Obra de metal bloques. Mampostería.
- KV – Pinturas.
- KW – Material impermeable.
- KX – Obra Miscelánea.
- KY – Renovación de alcantarillado y obras accesorias.
- KZ - Obras de edificación simple.

### L. Productos de la construcción
Tabla usada para clasificar literatura comercial e información técnica y de diseño relacionada con los productos usados en la construcción. 
- L1 – Tratamiento de suelos y productos de retención.
- L2 – Entidades completas de construcción y componentes.
- L3 – Productos de estructuras y división de espacios.
- L4 – Productos de acceso, barrera y circulación.
- L5 - Revestimientos, cerramientos, forramientos.
- L6 – Productos de tramas para la Ingeniería Civil y construcción de propósito general.
- L7 – Servicios.
- L8 – Accesorios y mobiliario.

### M. Ayudas en la construcción
Esta tabla sirve para clasificar literatura comercial e información técnica relacionada con las instalaciones y equipos usados para ayudar en las operaciones de construcción. 
- M1 - Bombas para la disminución de las aguas subterráneas.
- M2 – Encofrado.
- M3 – Andamios. Refuerzos. Vallado.
- M4 - Aparatos elevadores y transportadores.
- M5 – Vehículos de construcción.
- M6 – Túneles. Perforación. Compactaciones.
- M7 – Hormigón. Producción de piedra.
- M8 – Equipo de testeo.
- M9 – Equipamiento general.

### N. Propiedades y características
Tabla usada para clasificar información en materias relacionadas con las propiedades y características para la preparación de información en documentos técnicos y como un calificador para los códigos de las otras tablas. 
- N1 – Descriptivo.
- N2 – Contextual, ambiental.
- N3 – Performance.
- N4 – Aplicaciones. Actividades.
- N5 – Usuarios. Recursos.
- N6 – Usabilidad. Facilidad de uso.
- N7 – Operación y mantenimiento.
- N8 – Cambio. Movimiento. Estabilidad.
- N9 – Otras propiedades y características.

### P. Materiales
Esta tabla sirve para clasificar los diferentes tipos de materiales, y también como un calificador para los códigos de otras tablas, especialmente para la tabla L. 
- P1 – Piedra, natural y reconstituida.
- P2 – Cemento, hormigón y materiales fijados a minerales.
- P3 – Minerales (excluyendo cementos).
- P4 – Metal.
- P5 – Madera.
- P6 – Materiales animales y vegetales (excluyendo madera).
- P7 – Plásticos, gomas, productos químicos y sintéticos.
- P9 – Combinados. Otros materiales. Materiales indefinidos.

### Q. Clasificación Decimal Universal
- Q0 - Generalidades
- Q1 – Filosofía. Psicología.
- Q2 – Religión. Teología.
- Q3 – Ciencias Sociales.
- Q4 - Vacante
- Q5 – Matemáticas y Ciencias Naturales.
- Q6 – Ciencias Aplicadas. Medicina. Tecnología.
- Q7 – Arte. Ocio. Entretenimiento. Deporte.
- Q8 – Idiomas. Lingüística. Literatura.
- Q9 – Geografía. Biografías. Historia.